# Nikola Pešić

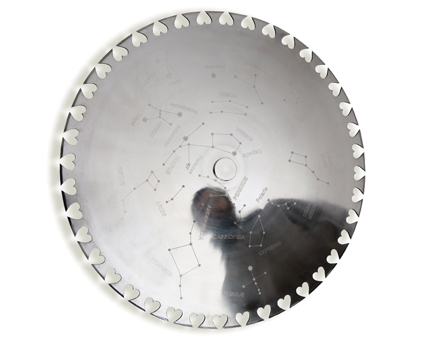
Cuarenta mártires sagrados por Nikola Pešić.

Nikola Pešić nació en Belgrado, en 1973. Se ha licenciado por la Academia de Bellas Artes en Belgrado en pintura, aunque ha completado el Master en escultura en la clase del profesor Mrđan Bajić en 1998.
En 1999 obtuvo la beca del Servicio Alemán de Intercambio Académico (DAAD) (alemán: Deutscher Akademischer Austauschdienst) cuando se fue a Stuttgart donde finalizó sus estudios posgrado en la estatal Academia de Bellas Artes (alemán: Staatliche Akademie der Bildenden Kuenste) en la clase del profesor Micha Ullman.
La obra de Pešić (esculturas, objetos) se ha presentado tanto en muchas exposiciones importantes en Serbia (Oktobarski salon), como en las diferentes ferias de arte europeas (Viennafair en Viena y Art Fair en Colonia, por la parte de Galería Zvono.
Nikola Pešić es miembro de ULUS (Colegio oficial de artistas visuales de Serbia).

## Arte de Pešić
El arte de Nikola Pešić consiste en los objetos altamente estéticos, que al mismo tiempo generan diferentes significados por el medio de sus formas y líneas agradables. La interpretación del arte de Pešić está basado en los modelos simbólicos de cristianismo, gnosticismo y religiones no-cristianas. Según Nikola, el arte tiene que ser atractivo "a primera vista". Los materiales que usa son poliéster transparente u opaco, resina epoxi o acrílica, lupas, espejos, latón u otros materiales pulidos o reflectantes. Aunque Pesic intenta alcanzar la perfección, raras veces utiliza la maquinaria en la fabricación de sus obras, sino normalmente hace todo manualmente. Com él mismo dice: "Mis esculturas deberían reflejar mi deseo de hacer algo perfecto, pero al mismo tiempo también la imposibilidad de hacerlo. Creo que las formas manualmente obtenidas tienen un encanto y poder especiales."
Una de las características del arte de Pešić es la ausencia absoluta de política en sus obras. Pešić, y si busca a un modelo, lo busca en los bogomilos, cátaros y gnósticos, porque igual que ellos, no tiene ninguna necesidad de pertenecer a ningún estado, opción política o iglesia.

## Exposiciones

### Selección de exposiciones
- 39. Salón de Octubre, El museo 25. de mayo, Belgrado, 1998
- De abril a abril, Galería Andrićev venac, Belgrado, 1998
- III Bienal de Jóvenes de Yugoslavia, Konkordija, Vršac, 1998
- Selección de los críticos de arte, Galería del Centro de Cultura de Belgrado, Belgrado, 1998
- 40. Salón de Octubre, El museo 25. de mayo, Belgrado, 1999
- Internationale Biennale neues Aquarell, Kleinsassen, 1999
- Selección de los noventa, Museo de Arte Contemporáneo, Belgrado, 2000
- En Fin, Galería Unesco, París, 2000
- Niveau, Schloss Solitude, Stuttgart, 2001
- 42. Salón de Octubre, selección de Marija Dragojlović, Belgrado 2001
- V Bienal de Jóvenes de Yugoslavia, Konkordija, Vrsac, 2002
- 43. Salón de Octubre, Belgrado, 2002
- Funkshion, Miami Beach, EE. UU., 2004
- 37. Salón invernal de arte en Herceg Novi, Herceg Novi, 2004
- 20/21, Galería ZVONO, Belgrado, 2005
- 46. Salón de Octubre, Belgrado, 2005

### Exposiciones en solitario

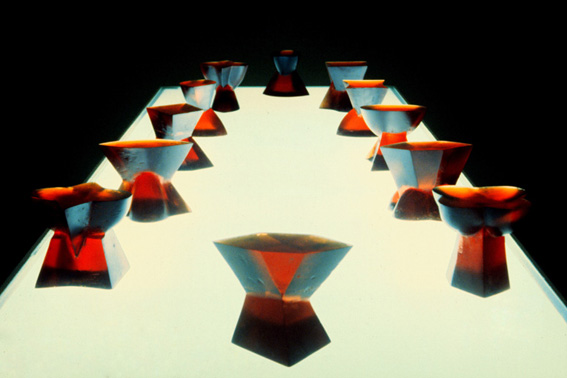
Doce rojos por Nikola Pešić.

- Objects and Sculptures, Galería ZVONO, Belgrado, 1997
- Bad Time Stories, Galería ZVONO, Belgrade, 1998
- One Two Three, Youth Center Gallery, Belgrade, 2000
- Material World, Galería ZVONO, Belgrado, 2002
- Sofort Waschen, Galería ZVONO, Belgrado, 2003

### Ferias de arte
- Viennafair, Viena, 2005, 2006
- Art Fair, Colonia, 2006